# Adoretus parviceps
Adoretus parviceps är en skalbaggsart som beskrevs av Leon Fairmaire 1892. Adoretus parviceps ingår i släktet Adoretus och familjen Rutelidae. Inga underarter finns listade i Catalogue of Life.